# Nicolás Antonio de Arredondo

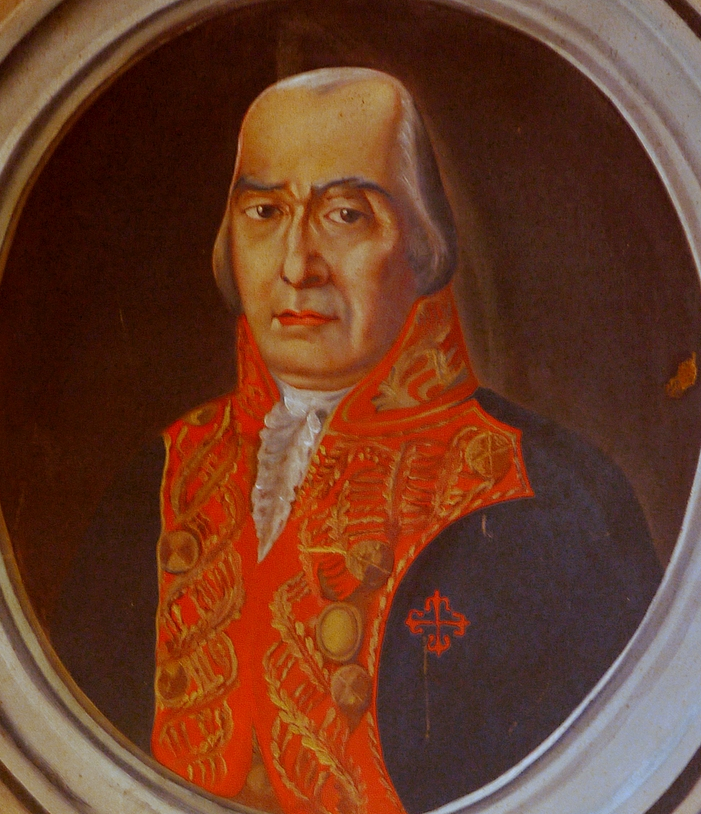
Nicolás Antonio de Arredondo

Nicolás Antonio de Arredondo (* 1726 in Bárcena de Cícero, Kantabrien, Spanien; † 1802 in Madrid, Spanien) war ein spanischer Offizier und Kolonialverwalter, der als Vizekönig von Río de la Plata amtierte.
Arredondo schlug eine militärische Laufbahn ein und begann seine Karriere in den spanisch besetzten Gebieten Italiens. Später ging er nach Amerika und kämpfte dort ab 1780 im amerikanischen Unabhängigkeitskrieg für die spanischen Truppen in Florida.
1785 wurde er zum Gouverneur von Santiago de Cuba ernannt, bald darauf aber wieder abgesetzt, weil ihm vorgeworfen wurde, Vergehen seiner Freunde zu gestatten. 1787 ernannte man ihn zum Präsidenten der Real Audiencia von Charcas (was darauf hindeutet, dass er auch über eine juristische Ausbildung verfügt hat). Bevor er dieses Amt antraten konnte, wurde er aber schon zum Vizekönig am Río de la Plata ernannt.
Er erreichte Buenos Aires 1789. Bald darauf wurde er zum Generalleutnant erhoben. Seine Amtszeit war von einem umfassenden wirtschaftlichen Aufschwung begleitet, den er nach Kräften politisch zu fördern versuchte. Er ließ die Infrastruktur verbessern, Straßen ebnen und pflastern (darunter die Plaza Mayor) und die sanitären Verhältnisse verbessern.
Ferner förderte er Viehzucht und -handel. In seine Amtszeit fiel auch die Gründung des Handelsgerichtes Consulado Real 1794. Ein Grund für den Aufschwung lag wohl auch in der Freigabe des Sklavenhandels in den spanischen Kolonien 1789. Arredondo ließ die Grenze nach Brasilien konkretisieren und festigen, wie sie im Ersten Vertrag von San Ildefonso 1777 festgelegt worden war. Die Verteidigungsanlagen von Montevideo wurden verstärkt. Außerdem ordnete er Expeditionen zur Erschließung der Falklandinseln an. Als 1793 der Erste Koalitionskrieg zwischen Spanien und dem revolutionären Frankreich begann, verbot er die Verbreitung französischer Druckschriften. Er beendete 1795 seine Amtszeit und kehrte nach Europa zurück.
Dort amtierte er noch als Generalkapitän von Valencia, bevor er 1802 starb.